# Kappelen
Kappelen är en ort och kommun i distriktet Seeland i kantonen Bern, Schweiz. Kommunen har 1 404 invånare (2023).
87,23% av kommunens invånare har tyska som modersmål.